# Paranurogryllus
Paranurogryllus is een geslacht van rechtvleugeligen uit de familie krekels (Gryllidae). De wetenschappelijke naam van dit geslacht is voor het eerst geldig gepubliceerd in 1999 door Mesa & García-Novo.

## Soorten
Het geslacht Paranurogryllus omvat de volgende soorten:
- Paranurogryllus boraceia Mesa & García-Novo, 1999
- Paranurogryllus capricornio Mesa & García-Novo, 1999